# Музички фестивал Фаџр
Међународни музички фестивал Фаџр (перс. جشنوارهٔ موسیقی فجر) најважнија је и најпрестижнија музичка манифестација у Ирану која се одржава у знак сећања на народну револуцију 1979. године, а која се од 1986. године редовно одржава углавном током јануара месеца у Техерану.

## Историјат
Музички фестивал Фаџр почео је да се одржава 1986. године под првобитним називом „Национални фестивал химни и револуционарних песама“. На првом фестивалу учествовало је 20 музичких група из Техерана. Након четири године, т. ј. 1990. године, фестивал је добио свој лого, симбол и слоган, а следеће издање фестивала одржано је и под новим именом - „Пети музички фестивал Фаџр“. Године 1992. седмо издање овог фестивала проширено је категоријом „Представљање музике исламских нација“, те је фестивал добио међународни карактер. Тада су на њему учешћа узели извођачи из Таџикистана (група маестра Адинеха Хашимова и група Давлатманда Холова), Индије (под руководством маестра Бисмилаха Кана, чувеног мајстора шехнеја (дувачки инструмент сличан обои)) и Азербејџана (маестро Хабил Алијев и вокални извођач Насролах Насехпур). Од тада Музички фестивал Фаџр сваке године домаћин бројним ансамблима и извођачима из читавог света. Као једно од важнијих издања Музичког фестивала Фаџр може се поменути и 13. по реду фестивал одржан 1998. године, када су жене по први пут узеле учешћа на фестивалу, и то у оквиру програмске целине под називом „Специјално за даме“. Две године након тога, односно на 15. издању фестивала, његов међународни карактер дошао је до изражаја будући да су на њему учествовали извођачи из 10 земаља света. Програм 16. Музичког фестивала Фаџр био је обогаћен још једном новом категоријом – „Израда музичких инструмената“. Почевши од овог издања такође је уведена и категорија „Трактат“. Двадесето издање фестивала било је специјално усмерено на истраживање у музици, док је 21. Музички фестивал Фаџр увео такмичарки програм. У следећим издањима фестивала уведена је још једна новина, а то је да се извођачи разврставају у категорије на основу година старости. 

## Повезани фестивали
- Међународни филмски фестивал Фаџр
- Међународни позоришни фестивал Фаџр